# Kloster Bouro
Das Kloster Bouro (Santa Maria de Bouro; Burium) ist eine ehemalige Zisterzienserabtei in der Gemeinde Santa Maria do Bouro im Concelho Amares, Distrikt Braga in Portugal, nahe dem Rio Cávado.

## Geschichte
Das Kloster wurde 1148 von Dom Afonso Henriques für Benediktinermönche gestiftet, gelangte 1195 als Tochterkloster von Kloster Alcobaça an den Zisterzienserorden, in dessen Akten es erstmals im Jahr 1205 erscheint, und gehörte der Filiation der Primarabtei Clairvaux an. 1383 bis 1385 war das Kloster in Grenzkämpfe mit Galicien verwickelt. Zu Beginn des 15. Jahrhunderts begann der Niedergang des Klosters und bald darauf wurde die Kommende eingeführt. Nachdem das Kloster seit dem Ende des 16. Jahrhunderts der portugiesischen Zisterzienserkongregation angehörte, wurde es in der Folge restauriert und die Kirche erhielt eine neue Fassade. Im 18. Jahrhundert wurden auch ein neues Refektorium sowie ein neuer Ostflügel der Klausur errichtet. Wie alle portugiesischen Zisterzienserklöster wurde auch Bouro 1834 aufgelöst. 
1997 wurde das Klostergebäude mit dem Pritzkerpreisträger Architekt Eduardo Souto Moura saniert und die Pousada de Amares, Hotel Santa Maria do Bouro eröffnet.

## Anlage und Bauten
Die Anlage wurde im 17. Jahrhundert erneuert. Die Kirchenfassade trägt in Nischen Statuen der ersten Könige von Portugal. Im Kircheninneren stellen Malereien und Azulejos das Leben des hl. Bernhard von Clairvaux dar. In den wieder aufgebauten Klostergebäuden ist heute die Pousada de Santa Maria de Bouro untergebracht.